# L'Île du pardon
Pour plus de détails, voir Fiche technique et Distribution.
L'Île du pardon (arabe : جزيرة الغفران, Jazirat alghofran) est un film dramatique tunisien de Ridha Béhi sorti en 2022.

## Fiche technique
- Titre original français : L'Île du pardon[1]
- Titre arabe : جزيرة الغفران, Jazirat alghofran[2]
- Réalisation : Ridha Béhi
- Scénario : Ridha Béhi
- Photographie : Néwine Béhi
- Montage : Reynald Bertrand
- Musique : Marco Werba
- Production : Ridha Béhi, Ziad H. Hamzeh, Nicole Kamato
- Sociétés de production : Alya Films, Hamzeh Mystique Films
- Pays de production :  Tunisie
- Langue originale : arabe, italien
- Format : couleurs
- Durée : 90 minutes
- Genre : drame
- Dates de sortie : 
  - Égypte : 17 novembre 2022 (Festival international du film du Caire)[1]

## Distribution
- Claudia Cardinale : Agostina
- Mohamed Ali Ben Jemaa : Ammar
- Mohamed Grayaâ
- Chedly Arfaoui
- Mohamed Sayari : Brahim
- Bahri Rahali
- Ali Bennour : Dario
- Paola Lavini : Elena
- Katia Greco : Rosa
- Hassan Mrad
- Samar Matoussi : Carmena
- Samir Kamoun
- Badis Béhi : Lead
- Meftah Boukraya : Salah
- Alessandro Schiavo : Gaetano
- Kamil Cagniard : Andrea
- Sajir Mkacher : le chauffeur
- Maria Dinini : Penelope
- Sylvain Picard
- Francesca : Leila
- Chedli Ben Messaoud : Ignacio
- Jean-Jacques Ciscardi : Khalfoun